# Józef Rzebik
Józef Rzebik (ur. 1 grudnia 1883 w obecnych Czechach, zm. 19 maja 1966) – dyrektor Kolei Państwowych, naczelnik stacji i parowozowni w Krakowie – Płaszowie. Twórca Spółdzielni dla Budowy Własnych Domów Kolejarzy w Prokocimiu, działacz społeczny.
Na walnym Zgromadzeniu Spółdzielni 27 marca 1923 wybrano Zarząd Spółdzielni z Rzebikiem jako prezesem. Za swoje zasługi dla lokalnej społeczności, uhonorowany został ulicą swojego imienia w nowo powstałej części Płaszowa. W okresie powojennym zmieniono nazwę ulicy na Anny Libery. Obecnie pierwotna nazwa ulicy została przywrócona.
Był m.in. skarbnikiem Koła Kraków-Płaszów I Polskiego Związku Kolejowców, w 1928 wybrano go na kolejną kadencję na tę funkcję.
W 1917 został odznaczony austro-węgierskim krzyżem wojennym III klasy za zasługi cywilne, wraz z grupą pracowników krakowskiej dyrekcji kolei państwowych. Był wówczas zatrudniony na stanowisku adiunkta. W 1931 został odznaczony Medalem Niepodległości.
Był żonaty z Zofią ze Ślusarczyków (1890–1967). Oboje zostali pochowani na cmentarzu parafialnym w Gdowie.